# Ng Yue Meng
Ng Yue Meng (21 febbraio 1970) è un ex nuotatore singaporiano, che ha partecipato alle Olimpiadi estive di Seul 1988.
Nel torneo olimpico, ha gareggiato nei 100m rana, 200m rana e Staffetta mista 4x100m.